# 哥羅龍
哥羅龍（日文：ゴロザウルス/英文：Gorosaurus）是哥吉拉系列電影中出現的一隻怪獸。哥羅龍的第一次出場是1967年的《金剛的逆襲》。設定與外型參考了侏儸紀時期的獸腳類恐龍異特龍。

## 登場電影
1. 《金剛的逆襲》（1967年）
2. 《怪獸總進擊》（1968年）

## 歷代哥羅龍

### 初代哥羅龍
- 身長:35m
- 體重:8000噸
- 登場電影:《金剛的逆襲》

### 二代目哥羅龍
- 身長:35m
- 體重:8000噸
- 登場電影:《怪獸總進擊》